# رونده چمن ساحلی (سرده)
رونده چمن ساحلی (نام علمی: Halopyrum) نام یک سرده از تیره گندمیان است.